# انتقام جویان توکیو
توکیو ریوِنجِرز (به ژاپنی:東京卍リベンジャーズ، هپبورن:Tōkyō Ribenjāzu،به فارسی: انتقام‌جویان توکیو) یک مجموعه مانگای ژاپنی است که توسط کِن واکویی نوشته و مصور سازی شده‌است و از مارس ۲۰۱۷ در هفته‌نامه شونن کودانشا به صورت سریالی ارائه شده‌است. بر پایه نسخه مانگا یک مجموعه تلویزیونی انیمه نیز توسط استودیوی لیدن فیلمز دستمایه اقتباس قرار گرفت که از آوریل تا سپتامبر ۲۰۲۱ پخش شد. فصل دوم انیمه نیز از ژانویه تا آوریل ۲۰۲۳ به نمایش درآمد، و همچنین فصل سوم آن از اکتبر ۲۰۲۳ آغار شد و در دسامبر به پایان رسید. لایو اکشن این انیمه در ژوئیه ۲۰۱۷ اکران شد. در ژوئیه ۲۰۱۷ نیز این مانگا بیش از ۳۲ میلیون نسخه کپی در تیراژ داشت. این مانگا برنده ۴۴امین جایزه مانگای کودانشا در رده شونن شد.

## داستان

### برای آینده‌ای بهتر باید گذشته را تغیر داد
تاکه‌میچی هاناگاکی، کارگر پاره وقت ۲۶ ساله روزی در تلویزیون می‌بیند دوست دختر سابقش مرده‌است! همان روز او می‌رود تا سوار مترو شود اما ناگهان فردی او را روی ریل پرت می‌کند و مترو او را زیر می‌گیرد! او ناگهان می‌بیند که در دوره دبیرستان اش است، کمی راه می‌رود و خاطراتش را مرور می‌کند تا اینکه با برادر دوست دخترش، نائوتو آشنا می‌شود و وقتی با او دست می‌دهد ناگهان…

### توکیو مانجی دربرابر واد.
تاکه‌میچی در می‌یابد که مایکی، از کازوتورا به خاطر کشتن برادر بزرگترش، سانو شینیچیرو در دو سال پیش، کینه ای به دل دارد. علاوه بر این، تاکه‌میچی از طریق چیفویو ماتسونو می‌فهمد که باجی برای تحقیق در مورد کیساکی وانمود کرده که از گروه جدا شده‌است. علاوه بر این، او می‌فهمد که کیساکی، والهالا را برای مایکی ایجاد کرده تا رهبر آن شود، و باند توکیو مانجی در ۳۱ اکتبر ۲۰۰۵ وارد نبردی سهمگین معروف به «هالووین خونین» با والهالا می‌شود.
در طول هالووین خونین، باجی در اواسط نبرد دوباره به باند توکیو مانجی می‌پیوندد. اگرچه باند توکیو مانجی برنده می‌شود، تاکه‌میچی نمی‌تواند از مرگ باجی جلوگیری کند. علاوه بر این، والهالا جذب گروه می‌شود و کیساکی از شکست آنها برای ارتقاء موقعیت خود در باند توکیو مانجی استفاده می‌کند. با این حال، تاکه‌کیچی قادر است مانع از کشته شدن کازوتورا توسط مایکی شود و کازوتورا نهایتاً به کانون اصلاح تربیت می‌رود.

### توکیو مانجی دربرابر بلک دراگونز
پس از بازگشت به زمان حال، تاکه‌میچی بار دیگر در می‌یابد که باند توکیو مانجی پس از جذب بلک دراگونز تبدیل به یک سازمان جنایتکار در مقیاس بزرگ شده‌است و دوستانش هنوز می‌میرند. هنگامی که او به گذشته سفر می‌کند، می‌فهمد که هاکای شیبا مجبور است توکیو مانجی را ترک کرده و به دستور برادر بزرگتر شیادش، تایجو، رهبر فعلی آنها، به بلک دراگونز بپیوندد، رویدادی که بر ادغام توکیو توکیو تأثیر می‌گذارد. میتسویا با تایجو معامله می‌کند که به هاکای اجازه می‌دهد به شرطی که یوزوها، خواهر برادران شیبا، دیگر برای بلک دراگونز کار نکند اجازه ملحق شدن را می‌دهد و تایجو اجازه حمله به او را نداشته باشد. قبل از خداحافظی، هاکای به‌طور مخفی به تاکه‌میچی و چیفویو می‌گوید که تایجو قصد ندارد به قول خود عمل کند و قصد دارد او را به زودی بکشد تا خودش و یوزوها را آزاد کند.
تاکه‌میچی از باند توکیو مانجی درخواست کمک می‌کند، اما آنها تمایلی به مداخله ندارند، زیرا شکستن توافقنامه میتسویا را دربرابر بقیه ضعیف نشان می‌دهد. با این حال، او و چیفویو با بی میلی خود موفق شدند فقط از کیساکی و همدستش، شوجی هانما کمک بگیرند. آنها با هم نتیجه می‌گیرند که هاکایی قصد دارد در ۲۴ دسامبر ۲۰۰۵ تایجو را به قتل برساند.
در ۲۴ دسامبر، تاکه‌میچی، چیفویو و میتسویا با تایجو مبارزه می‌کنند. پس از جلوگیری ناخواسته از مرگ تایجو، تاکه‌میچی متوجه می‌شود که در جدول زمانی اولیه، یوزوها او را پس از اجبار توسط کیساکی کشته بود، که منجر به این شد که هاکای مسئولیت آن را بر عهده گرفته و مجبور به پیروی از دستورهای وی شود. تاکه‌میچی هاکای را متقاعد می‌کند تا برای نجات یوزوها در برابر تایجو ایستادگی کند و با ورود به موقع مایکی و دراکن، بلک دراگونز شکست می‌خورند. بلک دراگونز با باند توکیو مانجی تحت رهبری هاناگاکی تاکه میتچی همانند والهالا ادغام می‌شوند. مایکی با دانستن حقیقت پشت دخالت کیساکی، او را از باند خود بیرون می‌کند و با بیروفتن کیساکی، هانما شوجی رهبر سابق والهالا هم به طرفداری از کیساکی با افرادش از تومان خارج می‌شود.

### توکیو مانجی دربرابر تِنجیکو
زمانی که تاکمیچی به زمان حال بازمی‌گردد، کیساکی عضوی از تنجیکو می‌شود، که باند توکیو مانجی را جذب کرد و مایکی را به قصد کشت به باد کتک گرفت که همه اعضای باند افسرده و آزرده بود. در حالی که تاکه‌میچی و نائوتو در مورد تِنجیکو تحقیق می‌کنند، هر دوی آن‌ها زخمی می‌شوند و تاکه‌میچی قبل از اینکه هر دو بمیرند به گذشته سفر می‌کند. هیناتا با شنیدن تاکه‌میچی در سوگ مرگ نائوتو و همچنین این واقعیت که او در زمان سفر کرده بود، شنیده‌است.
تاکه‌میچی می‌فهمد که رهبر تِنجیکو، ایزانا کوروکاوا، از خویشاوندان دور سانو است و او از روی حسادت کینه‌ای نسبت به مایکی دارد، مخصوصاً وقتی شینیچیرو مایکی را به عنوان رهبر واقعی بلک دراگونز نام می‌برد. قبل از تاریخ نبرد آن‌ها، ۲۲ فوریه ۲۰۰۶، معروف به «حادثه کانتو»، تنجیکو به شدت میتسویا و ناهویا کاواتا را مجروح می‌کند، در حالی که چندین عضو باند توکیو مانجی به تنجیکو ملحق می‌شوند. کیساکی به دستور ایزانا، خواهر ناتنی مایکی، اما را می‌کشد، و او و دراکن مأیوس می‌شوند. با این وجود، تاکه‌میچی، اعضای باقی مانده تومان با این وجود، تاکه‌میچی، اعضای باقی مانده تومان (مخفف توکیو مانجی) را برای مبارزه با تنجیکو گرد هم می‌آورد.
در پایان جنگ، مایکی و دراکن پس از اطلاع از هیناتا می‌آیند که تاکه‌میچی برای نجات آن‌ها در زمان سفر کرده‌است. هنگامی که تنجیکو مجبور به پذیرش شکست می‌شود، کیساکی به کاکوچو و ایزانا شلیک می‌کند، دومی را به شدت مجروح می‌کند و تلاش می‌کند فرار کند. وقتی تاکه‌میچی با او روبرو می‌شود، کیساکی اعتراف می‌کند که دلیل او برای تصاحب باند توکیو مانجی ارتقاء موقعیت اجتماعی او و جلب توجه هیناتا بود. او همچنین تاکه‌میچی را به عنوان دزدی برای جلب توجه او می‌بیند و هیناتا را در هر بازه زمانی حاضر به دلیل پس زدن و رد تاکه‌میچی کشته می‌شود. در این بین کیساکی با کامیون برخورد می‌کند و می‌میرد. پس از حادثه کانتو، هانما فرار می‌کند، مایکی تصمیم می‌گیرد باند توکیو منجی را منحل کند، و به همه اعضای آن اجازه می‌دهد تا از آن خارج شوند.

### آرک سه رب النوع
تاکه‌میچی به زمان حال بازمی‌گردد تا بفهمد دوستانش زنده هستند یا نه و احوالی از آن‌ها بگیرد، اما مایکی که در ۱۲ سال گذشته با هیچ‌یک از دوستان خود در تماس نبوده‌است، باند جدیدی به نام بونتِن تأسیس کرده‌است. تاکه‌میچی دیگر نمی‌تواند از طریق نائوتو به گذشته سفر کند، اما هنگامی که مایکی را از پرش از ساختمان نجات می‌دهد و مانع خودکشی او می‌شود، تاکه‌میچی ناگهان ۱۰ سال به عقب یعنی سال ۲۰۰۸ می‌رود. تاکه‌میچی در حال حاضر در سال اول دبیرستان است و می‌فهمد که از زمان حادثه کانتو، توکیو مانجی منحل شده و در حال حاضر درگیری سر قدرت بین روکوهورا تاندای، برهمان و باند جدید مایکی، کانتو مانجی است. به امید رسیدن به مایکی، تاکه‌میچی به برهمان، به رهبری سنجو کاواراگی می‌پیوندد و ناگهان توانایی دیدن آینده را به دست می‌آورد. در ادامه دراکن هنگام محافظت از تاکه میچی تیر می‌خورد و می‌میرد. جنگ سه رب النوع آغاز می‌شود و درگیری با منحل شدن براهمان توسط سنجو رهبر براهمن و کشته شدن رهبر روکوهارا تاندای و مجروح شدن تاکه میچی توسط مایکی پایان می‌یابد.

### آرک پایانی
نسل دوم تومان به فرماندهی هاناگاکی تاکه میتچی و به معاونت توسط ماتسونو چیفویو اداره می‌شود. درگیری کانتو مانجی و نسل دوم توکیو مانجی گنگ آغاز می‌شود و در طول ان مبارزه‌هایی رخ می‌دهد. ذر نهایت نوبت به مبارزه رهبرهای دو گنگ یعنی مایکی (سانو مانجیرو) و تاکه میتچی می‌شود.
در آغاز، فلش بک‌هایی درباره کودکی مایکی و زندگی او در اولین خط زمانی را مشاهده می‌کنیم. در نهایت پس از اتمام فلش بک‌ها، در میدان مبارزه، مایکی دچار تکانشگری تاریک می‌شود و با این وجود، مبارزه به ضرر تاکه میتچی می‌شود.
او در نهایت توسط کاتانای سانزو که توسط مایکی به جهت حمله استفاده شد زندگی خود را از دست داد و در این دور مایکی اندوهگین می‌شود و تکانشگری تاریکش متوقف می‌شود. تاکمیچی هم‌زمان با مرگ به سال ۲۰۰۲ سفر می‌کند و در نهایت پس از ملاقاتش با مایکی متوجه می‌شود هر دوی آنها مسافر زمان هستند و بنابرین تصمیم می‌گیرند آینده رو عوض کنند.
پس از اصلاح اتفاقات، کارکترهایی که در خط‌های زمانی قبل مردند مانند کن ریوگوجی، کوروکاوا ایزانا، سانو اما، سانو شینچیرو و … در خط زمانی آخر زنده می‌مانند.
سپس در سال ۲۰۱۷ تاکه میتچی هاناگاکی با تاچیبانا هینا ازدواج می‌کند و مانگای توکیو ریونجرز با ۲۷۸ چپتر پایان می‌یابد.

## شخصیت‌ها
تاکه‌میچی هاناگاکی (花垣 武 道)
صداگذار: یوکی شین
بازیگران: تاکومی کیتامورا (فیلم)، تسوباسا کیزو (نمایش صحنه ای)
هیناتا تاچیبانا (橘 日)
صداگذار: آزومی واکی
بازیگران: میو ایمادا (فیلم)، کوتونه هاناسه (نمایش صحنه ای)
نائوتو تاچیبانا (橘 直 人)
صداپیشه توسط: ریوتا اوساکا
بازیگران: یوسوکه سوگینو (فیلم)، جون نوگوچی (نمایش صحنه ای)

### باند توکیو مانجی گنگ
مانجیرو سانو (مایکی)(佐野 万 次郎)
صدا: یو هایاشی
بازیگران: ریو یوشیزاوا (فیلم)، ریو ماتسودا (نمایش صحنه ای)
کِن ریوگوجی (دراکن) (龍宮 寺 堅)
صدا توسط: تاتسوهیسا سوزوکی
بازیگران: یوکی یامادا (فیلم) شو جینانی ن
ماساتاکا کیومیزو (کیوماسا) (清水 将 貴)
صداگذاری: ساتوشی هینو
بازیگران: نوبویوکی سوزوکی (فیلم)، هاروتو ساکورابا (نمایش صحنه ای)
آتسوشی سِندو(千堂 敦)
صداگذاری: تاکوما تراشیما
بازیگران: هایاتو ایزومورا (فیلم)، ماساکی ناکائو (نمایش صحنه ای)
'تتا کیساکی'•(稀 咲 鉄 太)
صداگذاری: شوواتارو موریکوبو
تصویرگر: شوتارو مامیا
تاکویا یاماموتو (山 本 タ ク Y)
صداگذاری: یایا هیروز
ماکوتو سوزوکی (鈴木 マ コ ト)
صدا توسط: شونسکه تاکه‌اوچی
کازوشی یاماگیشی (山 岸 一 司)
صداگذاری: شوتا هایاما
کیوسکه باجی (ادوارد) (場地 圭介(
صدا: ماساکی میزوناکا
تاکاشی میتسویا (三 ツ 谷)
صداگذاری: یوشیتسوگو ماتسوکا
بازیگران: گوردون مائدا (فیلم)، ریتا آیزاوا (نمایش صحنه‌ای)
هاروکی هایاشیدا (林 田 春樹)
صداگذاری: سوبارو کیمورا
بازیگران: کازوکی هوریکه (فیلم)، دایچی ناکاجیما (نمایش صحنه‌ای)
ریوهِی هایاشی (林 良 平)
صداگذار: یوکیهیرو نوزویاما
ناهویا کاواتا (河田 ナ ホ K)
صدا توسط: کنگو کاوانشی
یاسوهیرو موتی (武 藤 泰 M)
صدا: دایسوکه اونو
شوجی هانما(半 間 修 二)
صدا توسط: تاکویا اگوچی
بازیگران: هیرویا شیمیزو (فیلم)، شوجی کیکوچی (نمایش صحنه ای)
چیفویو ماتسونو(松 野 千 冬 ،)
صداگذاری:شو کارینو
کازوتورا هانمیا (羽 宮)
صداگذاری: شونیچی توکی

### موبیوس
نوبوتاکا اوسانایی (長 内 信 高)
صداگذار: ایجی تاکوچی
بازیگران: یوشیکی میناتو (فیلم) کنتا آراتا (نمایش صحنه ای)

## بلک دراگونز
سانو شینچیرو
مؤسس بلک دراگونز - رهبر نسل اول
واکاسا
عضو نسل اول
بنکی
عضو نسل اول
ایزانا کوروکاوا
رهبر نسل هشتم
شیبا تایجو
رهبر نسل دهم
کوکونوی هاجیمه
عضو نسل دهم
اینوی سیشو
عضو نسل دهم
شیبا هاکای
عضو نسل دهم

## رسانه

### مانگا
چاپ این مانگا که توسط کن واکویی نوشته و تصویرسازی شده‌است، در ۲۱ مارس ۲۰۱۷ در هفته‌نامه شونن کودانشا کودانشا آغاز شد. در ماه مه ۲۰۲۱، اعلام شد که سری وارد آرک نهایی خود شده. کودانشا فصل‌های خود را در مجلات جداگانه تانکوبون جمع‌آوری کرده‌است. جلد اول در ۱۷ مه ۲۰۱۷ منتشر شد. تا۱۶ژوئیه ۲۰۲۱، بیست و سه جلد منتشر شده‌است.

#### جلدهای مانگا
| شماره | تاریخ انتشار اصلی | شابک اصلی              | تاریخ انتشار انگلیسی | شابک انگلیسی |
| ----- | ----------------- | ---------------------- | -------------------- | ------------ |
| ۱     | ۱۷ می ۲۰۱۷        | شابک ‎۹۷۸−۴−۰۶−۳۹۵۹۳۸−۳ | ۱۶ اکتبر ۲۰۱۸        | —            |
| ۲     | ۱۴ ژوئیه ۲۰۱۷     | شابک ‎۹۷۸−۴−۰۶−۵۱۰۰۳۳−۲ | ۱۸ دسامبر ۲۰۱۸       | —            |
| ۳     | ۱۵ سپتامبر ۲۰۱۷   | شابک ‎۹۷۸−۴−۰۶−۵۱۰۱۸۸−۹ | ۱۵ ژانویه ۲۰۱۹       | —            |
| ۴     | ۱۷ نوامبر ۲۰۱۷    | شابک ‎۹۷۸−۴−۰۶−۵۱۰۳۹۴−۴ | ۱۹ فوریه ۲۰۱۹        | —            |
| ۵     | ۱۶ فوریه ۲۰۱۸     | شابک ‎۹۷۸−۴−۰۶−۵۱۰۹۶۹−۴ | ۱۹ مارس ۲۰۱۹         | —            |
| ۶     | ۱۷ آوریل ۲۰۱۸     | شابک ‎۹۷۸−۴−۰۶−۵۱۱۲۰۶−۹ | ۱۶ آوریل ۲۰۱۹        | —            |
| ۷     | ۱۵ ژوئیه ۲۰۱۸     | شابک ‎۹۷۸−۴−۰۶−۵۱۱۶۲۰−۳ | ۱۴ می ۲۰۱۹           | —            |
| ۸     | ۱۴ سپتامبر ۲۰۱۸   | شابک ‎۹۷۸−۴−۰۶−۵۱۲۲۳۸−۹ | ۱۱ ژوئیه ۲۰۱۹        | —            |
| ۹     | ۱۶ نوامبر ۲۰۱۸    | شابک ‎۹۷۸−۴−۰۶−۵۱۳۲۴۸−۷ | ۱۶ ژوئیه ۲۰۱۹        | —            |
| ۱۰    | ۱۷ ژوئن           | شابک ‎۹۷۸−۴−۰۶−۵۱۳۸۷۴−۸ | ۱۳ اوت ۲۰۱۹          | —            |
| ۱۱    | ۱۵ مارس ۲۰۱۹      | شابک ‎۹۷۸−۴−۰۶−۵۱۴۴۴۵−۹ | ۱۰ سپتامبر ۲۰۱۹      | —            |
| ۱۲    | ۱۷ ژوئیه ۲۰۱۹     | شابک ‎۹۷۸−۴−۰۶−۵۱۵۰۸۶−۳ | ۸ اکتبر ۲۰۱۹         | —            |
| ۱۳    | ۱۶ اوت ۲۰۱۹       | شابک ‎۹۷۸−۴−۰۶−۵۱۵۶۹۷−۱ | ۱۲ نوامبر ۲۰۱۹       | —            |
| ۱۴    | ۱۷ اکتبر ۲۰۱۹     | شابک ‎۹۷۸−۴−۰۶−۵۱۷۱۵۹−۲ | ۱۰ مارس ۲۰۲۰         | —            |
| ۱۵    | ۱۷ دسامبر ۲۰۱۹    | شابک ‎۹۷۸−۴−۰۶−۵۱۷۵۴۹−۱ | ۱۲ می ۲۰۲۰           | —            |
| ۱۶    | ۱۷ مارس ۲۰۱۷      | شابک ‎۹۷۸−۴−۰۶−۵۱۸۱۶۷−۶ | -                    | —            |
| ۱۷    | ۱۵ می ۲۰۲۰        | شابک ‎۹۷۸−۴−۰۶−۵۱۸۸۵۱−۴ | -                    | —            |

### انیمه
در ژوئن ۲۰۲۰، اعلام شد که انیمه اقتباسی از این مانگا ساخته می‌شود. این مجموعه توسط لیدن فیلمز تهیه و توسط کوئیچی هاتسومی کارگردانی می‌شود. این مجموعه دارای فیلمنامه‌هایی از یاسویوکی موتی، طراحی شخصیت‌ها توسط کیکو اتا، کارگردانی صدا توسط ساتوکی آیدا و آهنگسازی توسط هیروآکی تسوتسومی است. این برنامه در در ۱۱ آوریل ۲۰۲۱ پخش شد. Official Hige Dandism اُپنینگ این انیمه"Cry Baby" را اجرا کرد، در حالی که eill آهنگ اِندینگ این انیمه"کُ کُ دِ اوشته" ("ここ で を し て ،" اینجا نفس بکش ") را اجرا کرد. دومین آهنگ پایانی "Tokyo Wonder" است که توسط ناکیموشی اجرا شده‌است. کرانچی رول مجوز این مجموعه را در خارج از آسیا صادر کرد.

## بازخورد
در فوریه ۲۰۲۰، مانگا بیش از ۳ میلیون نسخه درتیراژ داشت. تا ماه مه ۲۰۲۱، مانگا ۱۷ میلیون نسخه در تیراژ داشت. تا ژوئن ۲۰۲۱، مانگا بیش از ۲۰ میلیون نسخه در گردش تیراژ خود داشت. در آغاز ژوئیه ۲۰۲۱، مانگا بیش از ۲۵ میلیون نسخه در گردش داشت.  در پایان ژوئیه ۲۰۲۱۱، مانگا بیش از ۳۲ میلیون نسخه در گردش داشت. توکیو ریونجرز سومین مجموعه پرفروش مانگا در نیمه اول سال ۲۰۲۱ (بین نوامبر۲۰۲۰ تا می ۲۰۲۱)، پس از شیطان کش: کیمتسو نو یائیبا و جوجوتسو کایسن، با بیش از ۵ میلیون نسخه فروش بود. 
در سال ۲۰۲۰، توکیو ریونجرز چهل و چهارمین جایزه سالانه مانگای کودانشا را در رده شونن به دست آورد.  
در سال ۲۰۲۱، نسخه‌های محلی این انیمه نماد بودایی بود که سواستیکای مانجی (卍) بودایی را که توسط باند توکیو مانجی مورد استفاده قرار می‌گرفت، سانسور کردند تا از مشاجره احتمالی که ممکن است ناشی از سردرگمی با نماد سواستیکای نازی (卐) در فرهنگ غربی باشد، جلوگیری شود.